# Протогород

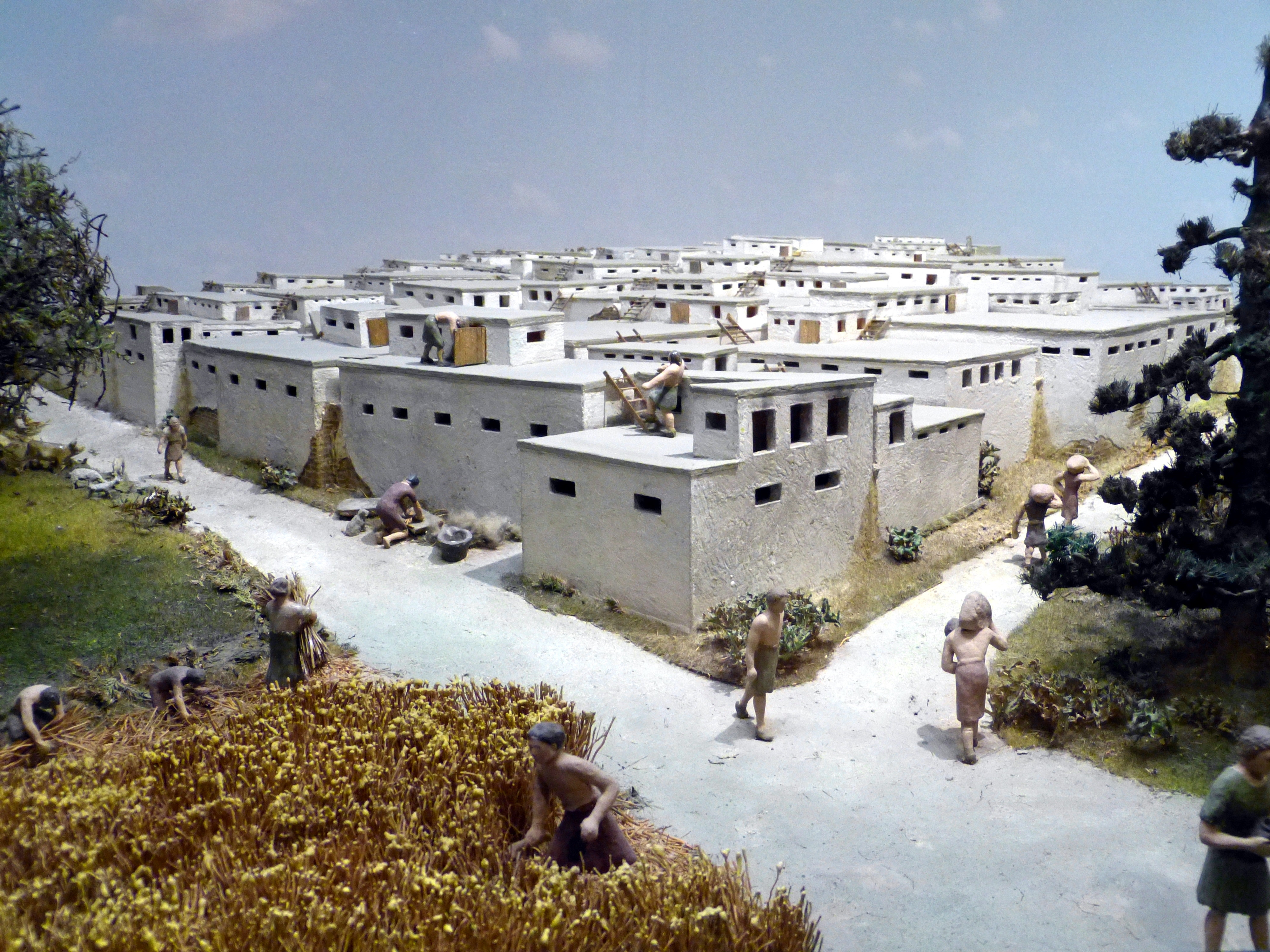
Модель Чатал-Хююк из музея в Веймаре

Протогород — крупные села и небольшие города периода неолита, такие как, например, Иерихон и Чатал-Гуюк, а также любые доисторические поселения, сочетающие в себе городские и сельские черты. Протогорода отличаются от настоящих городов, появившихся позднее, отсутствием планировки и централизованного управления. Некоторые ученые относят к протогородам поселения доисторического Египта и Шумера периода Убейду. Одним из первых шумерских протогородов был Эриду, который возник около 4000 до н. э. На территории Европы к протогородам относят поселения трипольской культуры, расцвет которых приходится на 4-е тысячелетие до н. э.
Протогородами также называют населенные пункты, которые возникали в VI—VIII веках в восточнославянском обществе — укрепленные поселения, имевшие в зародыше признаки будущих городов: ремесленное производство, централизованная власть, культовый центр и т. п. Однако не каждый протогород перерастал в город, для этого должны были сложиться особенно благоприятные социальные, политические и экономические условия.
Древнейшим протогородом Руси был «град Кия», который возник в конце V — первой половине VI века и впоследствии превратился в город и стал столицей Киевской Руси. На территории современной Украины были расположены крупнейшие протогорода трипольской культуры: Майданецкое, Тальянки, Доброводы и Небеловка.